# Сан Марцано Оливето
Сан Марца̀но Оливѐто (на италиански: San Marzano Oliveto; на пиемонтски: San Marsan, Сан Марсан) е село и община в Северна Италия, провинция Асти, регион Пиемонт. Разположено е на 301 m надморска височина. Населението на общината е 1075 души (към 2010 г.).